# Aatto Prihti
Aatto Eero Matias Prihti, född 27 december 1939 i Kiikka, är en finländsk företagsekonom.
Prihti blev ekonomie doktor 1975. Han var 1976–1980 vd för en företagsekonomisk forskningsanstalt (LTT), 1980–1984 tillförordnad professor och 1984–1991 professor i livsmedelsekonomi vid Helsingfors universitet, 1991–1996 koncernchef för Orion-yhtymä Oyj och 1997–2004 överombudsman för SITRA. Han var 1995–2004 kansler för Helsingfors handelshögskola.
Prihti har som forskare intresserat sig bland annat för konkurser och företagssanering; bland arbeten märks Konkurssin ennustaminen taseinformaation avulla (1975) och Yrityksen saneeraminen ja toiminnan uudelleensuuntaus (1980). Han väckte uppmärksamhet med en för Näringslivets delegation 1983 framställd rapport i vilken han förutspådde den massarbetslöshet som blev verklighet ett decennium senare.
Prihti har ett antal förtroendeuppdrag i olika fonder och stiftelser. Sedan 2005 är han ordförande i styrelsen för Helsingfors och Nylands sjukvårdsdistrikt.